# Selección de fútbol sub-21 de Andorra
La Selección Sub-21 de fútbol de Andorra es el equipo representativo del país en las competiciones oficiales de esta categoría. Su organización está a cargo de la Federación Andorrana de Fútbol, perteneciente a la UEFA.
Hizo su debut el 3 de mayo de 2006 ante Islandia, empatando 0-0, en el partido de ida de la fase de clasificicación para la Eurocopa Sub-21 de 2007.

## Andorra en las Eurocopas Sub-21
| Eurocopa Sub-21 | Eurocopa Sub-21 | Eurocopa Sub-21 | Eurocopa Sub-21 | Eurocopa Sub-21 | Eurocopa Sub-21 | Eurocopa Sub-21 | Eurocopa Sub-21 | Eurocopa Sub-21 |              | Récord en las eliminatorias | Récord en las eliminatorias | Récord en las eliminatorias | Récord en las eliminatorias | Récord en las eliminatorias | Récord en las eliminatorias | Récord en las eliminatorias | Récord en las eliminatorias |
| Año             | Ronda           | PJ              | PG              | PE              | PP              | GF              | GC              | GD              | PJ           | PG                          | PE                          | PP                          | GF                          | GC                          | GD                          |                             |                             |
| --------------- | --------------- | --------------- | --------------- | --------------- | --------------- | --------------- | --------------- | --------------- | ------------ | --------------------------- | --------------------------- | --------------------------- | --------------------------- | --------------------------- | --------------------------- | --------------------------- | --------------------------- |
| 2007            | No clasificó    | No clasificó    | No clasificó    | No clasificó    | No clasificó    | No clasificó    | No clasificó    | No clasificó    | 2            | 0                           | 1                           | 1                           | 0                           | 2                           | -2                          |                             |                             |
| 2009            | No participó    | No participó    | No participó    | No participó    | No participó    | No participó    | No participó    | No participó    |              |                             |                             |                             |                             |                             |                             |                             |                             |
| 2011            | No clasificó    | No clasificó    | No clasificó    | No clasificó    | No clasificó    | No clasificó    | No clasificó    | No clasificó    | No clasificó | 10                          | 0                           | 1                           | 9                           | 3                           | 25                          | -22                         |                             |
| 2013            | No clasificó    | No clasificó    | No clasificó    | No clasificó    | No clasificó    | No clasificó    | No clasificó    | No clasificó    | No clasificó | 8                           | 0                           | 0                           | 8                           | 2                           | 32                          | -30                         |                             |
| 2015            | No clasificó    | No clasificó    | No clasificó    | No clasificó    | No clasificó    | No clasificó    | No clasificó    | No clasificó    | No clasificó | 10                          | 0                           | 1                           | 9                           | 1                           | 35                          | -34                         |                             |
| 2017            | No clasificó    | No clasificó    | No clasificó    | No clasificó    | No clasificó    | No clasificó    | No clasificó    | No clasificó    | No clasificó | 10                          | 1                           | 0                           | 9                           | 1                           | 26                          | -25                         |                             |
| 2019            | No clasificó    | No clasificó    | No clasificó    | No clasificó    | No clasificó    | No clasificó    | No clasificó    | No clasificó    | No clasificó | 10                          | 0                           | 3                           | 7                           | 1                           | 28                          | -27                         |                             |
| 2021            | No clasificó    | No clasificó    | No clasificó    | No clasificó    | No clasificó    | No clasificó    | No clasificó    | No clasificó    | No clasificó | 10                          | 1                           | 2                           | 7                           | 10                          | 24                          | -14                         |                             |
| 2023            | No clasificó    | No clasificó    | No clasificó    | No clasificó    | No clasificó    | No clasificó    | No clasificó    | No clasificó    | No clasificó | 10                          | 0                           | 0                           | 10                          | 1                           | 28                          | -27                         |                             |
| 2025            | No clasificó    | No clasificó    | No clasificó    | No clasificó    | No clasificó    | No clasificó    | No clasificó    | No clasificó    | No clasificó | 10                          | 0                           | 3                           | 7                           | 4                           | 16                          | -12                         |                             |
| 2027            | TBD             | TBD             | TBD             | TBD             | TBD             | TBD             | TBD             | TBD             | TBD          | 2                           | 0                           | 0                           | 2                           | 0                           | 4                           | −4                          |                             |
| Total           | 0/9             |                 |                 |                 |                 |                 |                 |                 |              | 81                          | 2                           | 11                          | 69                          | 23                          | 220                         | -197                        |                             |

## Partidos ganados
| Fecha                   | Ciudad           | Local   | Resultado | Visitante | Competición                                   |
| ----------------------- | ---------------- | ------- | --------- | --------- | --------------------------------------------- |
| 16 de junio de 2015     | Andorra la Vieja | Andorra | 1-0       | Lituania  | Clasificación para la Eurocopa Sub-21 de 2017 |
| 19 de noviembre de 2019 | Andorra la Vieja | Andorra | 2-0       | Turquía   | Clasificación para la Eurocopa Sub-21 de 2021 |